# Българската армия до навечерието на Сръбско-българската война
Българската армия до навечерието на Сръбско-българската война е Действуващата армия на Княжество България, обединена с Източнорумелийската милиция и усилена с резервисти. Основен участник и победител в Сръбско-българската война (1885).

## Главно командване
Състои се от главнокомандващ, началник-щаб, помощник началник-щаб, двама адютанти, офицер за поръчки, главен лекар и главен военен инженер.
- Главнокомандващ – княз Александър Батенберг
- Началник-щаб – капитан Рачо Петров
- Помощник началник-щаб – ротмистър Христофор Хесапчиев.

## Корпусна организация

### Източен корпус
Командир – майор Данаил Николаев, началник-щаб – капитан Радко Димитриев. Седалище на щаба е Търново Сеймен. Групиран е в три войскови отряда: Бургаски, Ямболски и Търновосейменски; четири партизански отряда: Хасковски, Бойковски, Чепеларски и Пещерски; стратегически резерв в Сливен и Пловдив. Корпусът има 52 дружини, 13 ескадрона, 7,5 батареи – общо 51 800 войника. От тях: 11 600 войника от армията на Княжество България, 32 200 войника и 8000 доброволци от милицията на Източна Румелия, 1200 саби и 52 оръдия.

### Западен корпус
Командир – майор Аврам Гуджев, началник-щаб – капитан Стефан Паприков, помощник началник-щаб – капитан Георги Мечконев. Групиран е в 7 войскови отряда: Изворски, Трънски, Сливнешки, Комщицки, Кюстендилски, Дупнишки и Промеждутъчен. Корпусът има 36,5 дружини, 6 ескадрона, 7 батареи – общо 28 846 войника, 617 саби и 50 оръдия.

### Северен отряд
Командир – капитан Атанас Узунов, ротмистър – Георги Дерманчев. Седалище на щаба е Видин. Групиран е в 5 участъка: Бреговски, Кулски, Белоградчишки, Берковски и Видински крепостен. Отрядът има 17,5 дружини, 1,5 ескадрона, 6 батареи – общо 14 831 войника, 164 саби, 37 оръдия. Водната отбрана е от 2 катера и 31 оръдия.
Офицерският състав е от 649 офицери. След Съединението на Княжество България с Източна Румелия, Русия отзовава 179 руски офицери от Българската армия. Проблемът с недостига в състава става особено остър. Само 14 офицери имат академично образование от Военна академия в Русия. Най-високото военно звание при старшите офицери е майор. Останалите са младши офицери, завършили Военното училище в София. Обучението на състава е по руския военен устав, наставления и инструкции, съобразени с местните особености. Най-голямо внимание се отделя на полевата подготовка за водене на настъпателен бой, патриотичните и морални качества на войника. Редовият състав основно е от войсковите набори 1879 – 1885 г. и е на дееспособната възраст от 21 до 30 години.

## Въоръжение
Пехотата е въоръжена от Временното руско управление с 11-мм пушка „Шаспо“, образец 1866, 15,24-мм пушка „Крънка“, образец 1864 и 10,75-мм пушка „Бердан 2“, образец 1870; както и с трофейно оръжие от Руско-турската война (1877 – 1878) – 11,43-мм пушка „Мартини Хенри“ образец 1871, многозарядната 11-мм пушка „Хенри Уинчестър“ образец 1860. Револверите са „Смит и Уесън“, руски образец (S&W Russian .44 cal, от които са поръчани 44 000 броя през 1871 г. за руската царска армия).
Артилерията е от 202 оръдия, от които 148 са полски оръдия, круповски, 9 и 4-фунтови; 20 планински, 24 крепостни и 6 и 10 стволни картечници система „Кобел“. Отличителна черта е разделното пълнене, стрелба с право мерене и липса на противооткатни устройства. Максималната далекобойност на 9-фунтовите оръдия е 3200 – 4500 м, а на 4-фунтовите 2400 – 3300 м. Гранатата е едностепенна. По-мощен снаряд за поразяване на жива сила е картечната граната, наречена по-късно шрапнел. Артилерия се използва по батарейно. Развръща се в боен ред зад пехотата. Действа от открити огневи позиции и с гласово управление. Организационно е независима от пехотата.
Дунавската бойна флотилия се състои от корабен отряд – 4 парахода и минен отряд – 2 миноносеца. Личният състав е от 6 офицера, 145 моряци и 21 волнонаемни специалисти. Имат задача като транспортно средство да снабдяват Видинския крепостен гарнизон. С най-голямо значение са параходът „Голубчик“ и катерът „Мотала“.

## Тил
Формира се в хода на съсредоточаването на частите на Сливнишката позиция. Храната се осигурява от мирновременните запаси и реквизиции, а фуражът от доставки на предприемачи. Транспортът е конски и волски. Координацията се осъществява от Главна реквизиционна комисия. Използват се наличните 23 435 куртки и 18 028 чифта ботуши, които са недостатъчни. Санитарна служба не е организирана. Обслужването е от граждански лекари и Червения кръст. Боеприпасите са 315 патрона на войник и 100 – 140 снаряда на оръдие. Необходимите свързочни средства се допълват от гражданските телеграфни и телефонни връзки. Окопаването е с возим шанцов инструмент. Общото тилово осигуряване е разчетено за кратка война.

## План на бойните действия
След Съединението на Княжество България с Източна Румелия основните сили на Българската армия са съсредоточени на българо-турската граница. Защитата на българо-сръбската граница е поверена на част от Западния корпус. Осъществява се от неговите прикриващи отряди. Съсредоточаването на Сръбската армия по българо-сръбската граница и зачестилите провокации по граничната линия водят до преразглеждане на военния план. При очертаващата се война със Сърбия, прикриващите отряди получават задача да задържат противника и печелят време и пространство по направлението Пирот – Сливница за завършването на отбранителните съоръжения на Сливнишката позиция. Основните сили да извършат ускорен марш-маньовър и се прехвърлят от южната на западната граница. След съсредоточаване на Сливнишката позиция да дадат генерално сражение и след отблъскване на противника да преминат към преследване на негова територия. Фланговите на Сливнишката позиция части да сковават непосредствения противник и не допуснат негово участие в боевете при Сливница. Планът държи сметка за вероятния замисъл на противника и предвижда елемент на изненада. Важна негова особеност е отчитаният висок морал и патриотизъм на офицерите, подофицерите и войниците, основан на справедливия характер на войната.